# Cattedrale di Ouagadougou
La cattedrale dell'Immacolata Concezione è la cattedrale cattolica della città di Ouagadougou fin dal 14 settembre 1955. Essa è la più grande chiesa nei paesi interni dell'Africa occidentale.

## Descrizione
Edificata tra il 1934 e il 1936 per iniziativa del vicario apostolico Joanny Thévenoud M.Afr., la chiesa è interamente costruita con mattoni di adobe e il suo stile architettonico è ispirato sia da quello tradizionale dell'Africa occidentale che da quello romanico.
I due campanili laterali goticheggianti, essendo di differenti altezze e sprovvisti di guglie, lasciano intendere che la chiesa sia incompiuta ma in realtà furono pensati proprio per essere così.